# ديربورن اندبندنت
ديربورن اندبندنت (بالإنجليزية: The Dearborn Independent)‏ المعروفة أيضاً باسم جريدة فورد الدولية الإسبوعية، هي جريدة أسبوعية أنشئت من قِبَل هنري فورد منذ 1919، واستمرت حتى 1927م ديربورن اندبندنت.

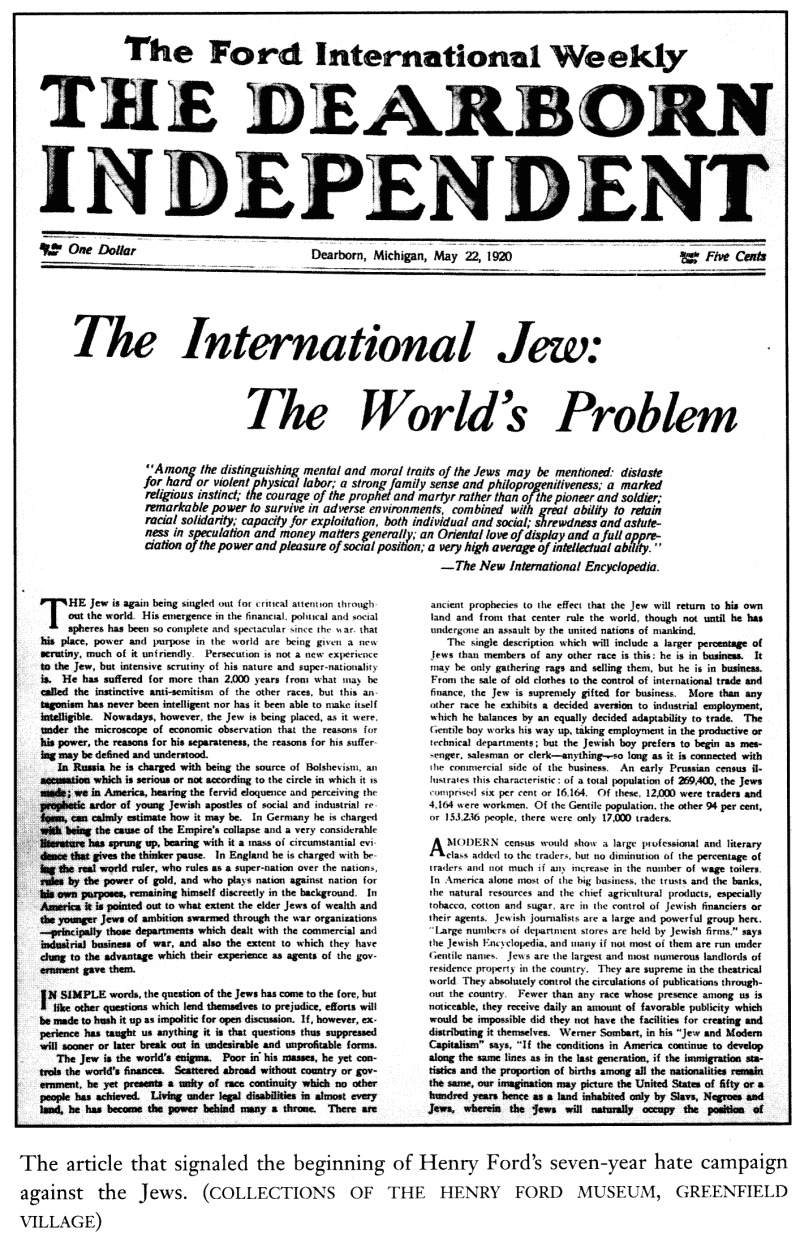
أحد إصدارات جريدة ديربورن اندبندنت